# 己二酸铅
己二酸铅是一种羧酸盐，化学式为PbC6H8O4，它可以硝酸铅、己二酸和氢氧化钠（或氢氧化钾）为原料反应制得。单斜晶系的晶体在180 °C水热条件下反应3天得到，空间群P21/c；正交晶系的晶体在175 °C水热条件下反应7天得到，空间群Pnma。